# Barther Straße (Stralsund)
Die Barther Straße in Stralsund verbindet die Vogelsangstraße und den Grünhufer Bogen mit dem Tribseer Damm beim Stralsunder Hauptbahnhof, nahe der Einmündung des Jungfernstiegs. Der Carl-Heydemann-Ring kreuzt die Barther Straße, die Straßen Am Stadtwald, Am Rostocker Werk, die Rudolf-Breitscheid-Straße und die Wolfgang-Heinze-Straße führen nordöstlich von der Barther Straße ab.

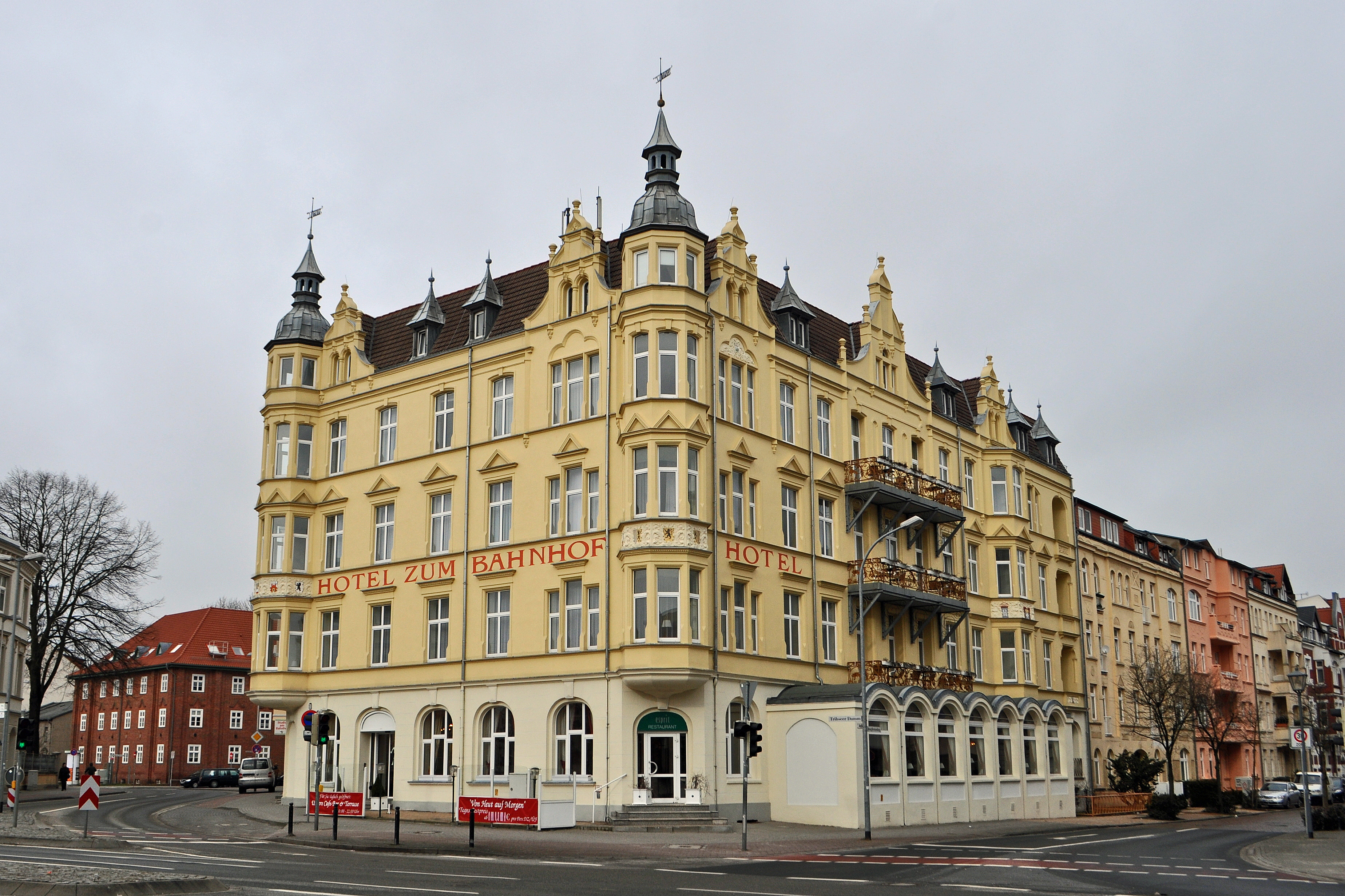
Die Barther Straße (links) und der Jungfernstieg (rechts) vom Tribseer Damm aus gesehen (2013)

Die in den Stadtteilen Stadtkoppel und Tribseer Vorstadt gelegene Straße verläuft an dem ab 1901 auf den Moorteichwiesen angelegten Stralsunder Stadtwald vorbei.
Benannt ist die Straße nach der Stadt Barth.
Die Straße hieß zunächst Am Landwege nach Barth und wurde im Jahr 1869 umbenannt in Barther Straße. Überwiegend Ackerbürger wohnten hier in ihren Häusern, bis in den Jahren 1880 bis 1910 einige Mietshäuser, bewohnt hauptsächlich durch Angehörige der Deutschen Reichsbahn, vor allem im Bereich zwischen Carl-Heydemann-Ring und Tribseer Damm errichtet wurden. Um 1930 entstanden nahe dem Rostocker Werk die noch heute erhaltenen Zweifamilienhäuser. 
Neun der Gebäude in der Straße sind in die Liste der Baudenkmale Stralsunds eingetragen und stehen unter Denkmalschutz, nämlich die Wohnhäuser Barther Straße 1, Barther Straße 17/18, Barther Straße 74, Barther Straße 75, Barther Straße 76, Barther Straße 77, Barther Straße 81 und Barther Straße 88/88 a sowie das Rostocker Werk als Teil der Stralsunder Stadtbefestigungen an der Barther Straße/Ecke Am Stadtwald.
Durch die Barther Straße fuhr vom 5. Mai 1895 bis zum 16. Juni 1961 die dampfbetriebene Kleinbahn der Bahngesellschaft Franzburger Kreisbahnen; die Haltestelle Am Stadtwald war danach noch bis 1968 der einzige Haltepunkt der Bahn in Stralsund. An der Straße liegt das ehemalige Gut Stadtkoppel, das ab 1888 im Besitz der Stadt war und auf dem seit 1907 ein Gasthaus betrieben wurde; der VEB Stadtbauhof errichtete hier im Jahr 1969 die HO-Gaststätte „Stadtkoppel“. An der Barther Straße befand sich bis in die 1990er Jahre der Eingang zum ab 1959 angelegten Stralsunder Tierpark. Ebenfalls an der Straße befindet sich das Paul-Greifzu-Stadion.